# Tempest Rising
Tempest Rising — компьютерная игра в жанре RTS. Разработчики — студии Slipgate Ironworks и 2B Games, а издатели — 3D Realms и Knights Peak. Релиз игры состоялся 17 апреля 2025 года.

## Игровой процесс
Tempest Rising представляет собой стратегию в реальном времени (RTS), выполненную в классических традициях жанра. Игровой процесс включает строительство базы, сбор ресурсов и управление армией в сражениях против других игроков или искусственного интеллекта. По механике игра близка к серии Command & Conquer и другим представителям жанра RTS 1990-х и 2000-х годов.
В режиме кампании игрокам доступны две фракции: Глобальные силы обороны (ГСО) и Династия Темпест. Третья фракция представлена исключительно в многопользовательском режиме.

## Сюжет
Tempest Rising — компьютерная игра, действие которой разворачивается в альтернативной реальности, где Карибский кризис 1962 года завершился полномасштабной ядерной войной, в результате которой большая часть поверхности Земли подверглась радиоактивному заражению. События игры происходят спустя 34 года после глобального конфликта.
В центре сюжета — противостояние двух фракций: Глобальных сил обороны (ГСО) и Династии Темпест, каждая из которых стремится установить контроль над планетой. Ключевым ресурсом в игровом мире является растение «Темпест», произрастающее исключительно в зонах с повышенным радиационным фоном. Данное растение служит универсальным источником энергии, применяемым для питания различных устройств, вооружения, транспортных средств и военной техники. Контроль над месторождениями «Темпест» является одной из основных причин конфликта между противоборствующими сторонами.

## Разработка
В августе 2022 года компания THQ Nordic анонсировала разработку стратегии в реальном времени Tempest Rising. Разработкой проекта занялись студии Slipgate Ironworks и 2B Games. На момент анонса издатель сообщил только предварительный год выхода — 2023, не уточнив конкретную дату релиза и целевые платформы. Первый трейлер игры был продемонстрирован в рамках мероприятия THQ Nordic Digital Showcase 2022. В конце августа того же года разработчики представили геймплейный трейлер, демонстрирующий особенности игрового процесса. В апреле 2023 года последовал новый трейлер, посвящённый многопользовательскому режиму. В августе 2023 года, помимо выпуска очередного трейлера, разработчики представили демоверсию Tempest Rising в рамках ежегодного фестиваля Steam Strategy Fest. Демоверсия была доступна для бесплатного скачивания всем пользователям платформы Steam.
Позднее было объявлено, что Tempest Rising будет выпущена на платформе Windows. В конце сентября 2023 года разработчики сообщили о привлечении к проекту композитора Фрэнка Клепаки, известного по работе над серией игр Command & Conquer. В декабре 2023 года было объявлено о переносе выпуска игры на 2024 год. Решение о переносе было принято после анализа отзывов игроков, протестировавших демоверсию в Steam. Несмотря на в целом положительную реакцию аудитории, игроки предложили ряд улучшений, которые разработчики сочли необходимым реализовать. Дополнительное время также требовалось для проведения более тщательного тестирования и доработки внутриигровых обучающих материалов, включая видеоролики, демонстрирующие механики управления боевыми единицами.
В рамках цифровой конференции TactiCon 2024, проходившей в Steam, разработчики представили обновлённую демоверсию Tempest Rising. Демоверсия была доступна в течение нескольких дней в июле 2024 года. По данным разработчиков, за время проведения TactiCon 2024 демоверсию игры опробовали 29 тысяч пользователей, из которых 4 тысячи предоставили обратную связь через специальную форму обратной связи. В августе 2024 года проект был представлен на презентации Find Your Next Game Showcase в рамках международной выставки Gamescom.
На выставке Gamescom разработчики представили трейлер многопользовательского режима (PvP) Tempest Rising, демонстрирующий как командные сражения, так и режим «каждый за себя». В трейлере были показаны две игровые фракции: миротворческий корпус Глобальных сил обороны (GDF) и Династия Темпест (DYN). Разработчики раскрыли детали настройки многопользовательских матчей, включая возможность выбора команды, условий победы, начальных ресурсов и размера армии, а также ряд дополнительных параметров. Было уточнено, что в текущей версии игры поддерживаются матчи с участием от двух до четырёх игроков.
В рамках бета-тестирования игрокам были доступны как рейтинговые, так и обычные матчи. Кроме того, участники тестирования могли проводить одиночные матчи против ботов трёх уровней сложности. Разработчики отметили, что в релизной версии игры будет добавлена возможность командной игры против ботов.
В конце ноября 2024 года компания Knights Peak заключила соглашение с 3D Realms, дочерней компанией Saber Interactive, о выпуске игры в Steam на платформе Windows. Изначально издателем проекта планировалась компания THQ Nordic, однако после отделения Saber Interactive от Embracer Group в марте 2024 года права на интеллектуальную собственность Tempest Rising перешли к Knights Peak.
В декабре 2024 года разработчики и издатель объявили датой выхода Tempest Rising 24 апреля 2025 года. Однако из-за технической ошибки игра стала доступна в Steam уже 17 апреля — на неделю раньше запланированного релиза. Изначально доступ в этот день должен был открыться только для владельцев Deluxe-издания, но игра оказалась доступна всем пользователям. В итоге издатели 3D Realms и Knights Peak решили не отзывать преждевременный доступ и объявили 17 апреля новой официальной датой релиза.

## Отзывы
| Сводный рейтинг       | Сводный рейтинг |
| Агрегатор             | Оценка          |
| --------------------- | --------------- |
| Metacritic            | 80/100          |
| OpenCritic            | 83 %            |
| «Критиканство»        | 75/100          |
| Иноязычные издания    |                 |
| Издание               | Оценка          |
| Edge                  | 8/10            |
| Hardcore Gamer        | 3,5/5           |
| IGN                   | 7/10            |
| PCGamesN              | 8/10            |
| PC Gamer (US)         | 85/100          |
| Shacknews             | 7/10            |
| The Games Machine     | 8,6/10          |
| Русскоязычные издания |                 |
| Издание               | Оценка          |
| PlayGround.ru         | 6,5/10          |
| StopGame.ru           | «Похвально»     |

Tempest Rising получила «в основном положительные» отзывы от критиков согласно сайту-агрегатору рецензий Metacritic. По данным OpenCritic, 83 % критиков рекомендовали эту игру.